# Rise of Nightmares
Rise of Nightmares (ライズ オブ ナイトメア?, Raizu obu Naitomea) è un videogioco survival horror sviluppato e pubblicato da Sega per Xbox 360. Il gioco è stato progettato appositamente per il Kinect.

## Trama
Mentre va in vacanza in Romania, Josh e sua moglie Kate si trovano su un treno con altri passeggeri. Durante il viaggio in treno, Kate sta per dire qualcosa a Josh quando scopre che lui nascondeva una bottiglia di alcool, e le parla del suo problema. Arrabbiata, lei esce e si dirige alla carrozza ristorante. Josh incontra un uomo rumeno che gli dice che sua moglie ha lasciato una lettera per lui, Josh la legge e dice che la moglie gli deve dire qualcosa nel vagone ristorante, Josh si avvia per scusarsi. Mentre cammina, incontra molti viaggiatori, come ad esempio uno studente, due ballerine chiamate Sacha e Tasha, quattro adolescenti chiamati Monica, Max, Aaron e Katja, una psichiatra inglese chiamata Jane, due generali rumeni, un controllore, un uomo d'affari tedesco e infine Yeli, un'indovina che dà una previsione a Josh molto triste. una volta arrivati al vagone ristorante vede che è pieno di cadaveri. Lui trova la moglie con uomo di grandi dimensioni con uno strano meccanismo sul suo volto.
Uno dei generali cerca di fermare l'uomo, ma viene ucciso. Josh e Yeli seguono l'uomo strano ma riesce a fuggire poiché il treno deraglia. Josh si sveglia e vede che il treno si trova in un fiume, cerca di salvare il controllore ma fallisce. Il generale lo chiama a riva, e Josh corre dai sopravvissuti che si trovano su un'isola. L'uomo d'affari si allontana dalla grotta e va nella foresta ma viene ucciso da qualcosa. Presi dal panico, i sopravvissuti vanno in una grotta fino a quando non cadono in una palude. Mentre nuotano il generale viene tirato sott'acqua e ucciso.
Dopo la fuga dalla palude, camminano attraverso la foresta, che porterà al cimitero dove si incontrano con un altro gruppo di sopravvissuti. Mentre Joh parla con le ballerine Sacha e Tacha si sente un urlo dalla cantina, Josh corre per cercare di aiutarla e lei dice di aver visto un cadavere muoversi. Josh indaga e il cadavere, insieme a molti altri si rianimano e lo attaccano. La ragazza fugge e Josh si difende prima di inseguirla. Josh esce dalla cantina e scopre che tutti i sopravvissuti sono dovuti scappare per colpa degli zombie. Josh attraversa il cimitero, e sente un urlo e guarda Monica mentre viene decapitata e poi gettata contro un muro, Josh vede che l'assassino è Ernst il rapitore di sua moglie. Ernst fa perdere conoscenza a Josh.
Josh si sveglia e scopre che è stato legato ad una sedia insieme a Max da Viktor, lo scienziato pazzo responsabile per l'infestazione di zombie. Max viene ucciso presto da Viktor. Viktor mentre sta per uccidere Josh riceve una telefonata ed esce con urgenza, lasciando un'infermiera zombie per finire il lavoro. Fortunatamente, Josh viene salvato e liberato dal rumeno che lo ha avvertito della lettera di Kate, e tentano di trovare una via d'uscita. I due si fanno strada quando il rumeno indaga su una macchia di sangue e viene diviso in due da una trappola. Josh si fa strada tra orde di zombie e incontri Jane, ma lei viene rapita da Ernst. Ad un tratto il telefono squilla Josh risponde e sente Kate chiedere aiuto, seguito da una voce di una donna che gli dice che lui non potrà mai ritrovare sua moglie, intanto un proiettore mostra i filmati di una webcam con una misteriosa donna accanto a Kate, che è prigioniera in una sedia da tortura. Lui continua a vagare per strane camere, di cui una sembra contiene una culla e una bambola che emette suoni di pianto. Egli trova poi una stanza del cucito, pieno di vestiti e manichini di cui uno è uno strano zombie.
Si avanza in una caverna per trovare le due ballerine russe ora zombie. La donna strana lo intrappola insieme alle gemelle zombie. Dopo averle sconfitte, si trova fuori di un cortile.
Nel cortile, sente qualcuno chiedergli aiuto fuori dal capannone. L'uomo (Fido) è sospettosamente calmo e sostiene di essere stato dipendente di Viktor una volta e si fa liberare da Josh con la pretesa di liberare sua moglie. Josh cerca la chiave e, quando lo libera, e scopre che la testa dell'uomo è stata cucito al corpo di un cagnolino di piccole dimensioni. Fido dice a Josh che lo deve prima aiutare a ritornare nel suo corpo. Dopo essere stato restaurato, Josh ottiene la chiave per la torre. Josh vaga arriva alla cima della torre e trova una coppia simili a delle marionette. Li uccide, e poi viene trasportato in una grotta, dove raccoglie un'arma mistica, chiamata Azoth che si attacca al braccio sinistro.
Josh alla fine trova Kate, ma lei è legata a un tavolo con Viktor ed Ernst accanto a lei. Viktor dice a Ernst di uccidere Josh, ma Josh lo sconfigge. Vicino alla morte, Ernst diventa più bravo, e fa scappare Josh e Kate. Viktor in un impeto di rabbia uccide brutalmente Ernst. Josh e Kate vanno nella foresta, ma Kate è catturata da una musica improvvisa che la conduce in un luogo sacrificale. Viktor è lì, ma nel corpo di una donna. Si apre un portale, ma Josh distrugge le torri che lo alimentano, e Viktor brucia fino a morire. Tuttavia, prima che possa raggiungere Kate, Fido nella sua forma umana, fa perdere coscienza a josh.
Josh si sveglia in un laboratorio legato a una tavola verticale, con i corpi di Viktor ed Ernst davanti a lui. Marchosias rivela che era affascinato da Viktor, e utilizza Josh per farlo rivivere. Fido tira dal cadavere di Viktor una creatura simile ad un verme, e lo inserisce nella bocca di Josh.
Josh si risveglia per trovarsi in una cella, ma nel corpo di Ernst. Vede Kate camminare insieme a Viktor, che ora è nel corpo di Josh. Kate ocrede quindi che quello che gli sta a fianco sia Josh.I due lasciano Josh nel corpo di Ernst nella sua cella. Presto, però Josh sente Aaron e Katja, che sono scappati dalle loro celle, un evento che si può vedere all'inizio del gioco. Aprono tutte le porte delle celle, e Josh cerca di seguirli, ma urlano e scappano perché pensano che sia Ernst. Aaron e Katja attivano una trappola, e sono schiacciati dai muri. Josh insegue Kate, e la vede camminare via con Viktor. Egli li segue e vede Fido. A questo punto fa uscire Jane ormai trasformata in zombie, e le dice di uccidere Josh. Josh la sconfigge, e lei inizia a bruciare e salta su Fido, ed entrambi bruciano. Josh va nel bosco, e crolla.
Si sveglia e vede Yeli fare un rito di fronte a lui, dicendo che Josh per uccidere Viktor e riprendere il suo corpo deve entrare nel regno dei sogni e di capire perché ogni cosa è successa, poi lei lo trafigge con un pugnale che lo rimanda al treno, ma nella sua immaginazione. Josh può ascoltare ciò che gli altri passeggeri stavano pensando in quel momento.
Incontra l'uomo che gli ha detto della lettera della moglie, e pensa brevemente su come odia viaggiare attraverso la foresta maledetta. Josh vede allora lo studente, che sta pensando a come i suoi genitori la odieranno quando scopriranno che ha abbandonato la scuola. Quando Josh vede le due ballerine, entrambe pensano che senza l'altra, potrebbero essere delle persone importantissime. Poi vede Max, Monica, Aaron e Katjia. Aaron prima pensa come lui non gli piaccia l'amore, Monica sta pensando a come lei ama l'Europa e quanto è bello Max, Max sta pensando a come utilizzare Monica per contrabbandare la droga in America, e Katja si lamenta di come Monica viene usato come fantoccio da Max. Poi incontra Jane, che sta pensando al suo progetto successivo.
Successivamente, Josh vede i due generali rumeni. Uno pensa a come ha perso i suoi amici in guerra perché la sua arma si è inceppata, l'altro sta pensando di sposare la donna che ama e la creazione di un'attività. Il prossimo uomo che vede è il bigliettaio, che stranamente sta pensando al treno che deraglia. Questa volta però non incontra Yeli, Josh vede poi l'uomo d'affari tedesco, che vuole appropriarsi dei fondi della sua azienda. Infine, vede Kate che sta pensando al fatto che lei è incinta e Josh non lo sapeva. Poi appare Viktor al suo fianco, dicendo che è uguale a sua moglie Mary. Kate sparisce e Viktor vede Josh, e fugge.
Successivamente, Josh è portato a ricordi di Viktor con Mary. In un primo momento, Mary e Viktor erano felici perché avrebbero potuto avere un bambino. Poi, Josh viene a sapere che Viktor ha cercato di rendere il bambino perfetto e accidentalmente lo ha ucciso, litigando con Mary Viktor la strangola e poi promette di imparare a resuscitare i morti e portare Mary indietro. Poi Josh vede Viktor vestito con gli abiti di Mary. Josh dice a Viktor che il suo bambino ormai è morto ma Viktor si trasforma improvvisamente in una specie di robot. Josh trova il pugnale di Yeli e pugnala Viktor al cuore.
Josh si sveglia per vedere che nella vita reale, ha accoltellato Yeli ma è anche nel suo corpo, e non in quello di Ernst. Josh fa uscire una specie di anguilla e Viktor muore. Yeli prima di morire dice a Josh che Kate è nella zona rituale. Muore poi accanto al corpo di Ernst. Josh procede fino a trovare Kate, e lui si teletrasporta su una scala dove si può sentire Viktor e Maria che litigano dicendo che Viktor ha ucciso il loro bambino. Josh arriva poi nel mondo dei sogni di Mary, una terra mistica di isole galleggianti. Josh trova Mary che tiene in braccio il bambino di Josh non ancora nato. Inizia la battaglia e Mary si trasforma in un demone enorme che vola, con un'altra testa al posto del cuore. Hosh uccide alla fine Mary con l'Azoth. Josh prende poi di nuovo il suo bambino, e il sogno si ferma.
Finiti i titoli di coda Josh e Kate stanno lasciando la Romania su un treno e Josh si imbatte in un uomo che è quasi certamente Fido, l'uomo si siede vicino a Kate, e apre la sua valigia per rivelare tre fiale con delle creature simili a quella inserita nel corpo di Josh poi l'uomo ride e il gioco finisce

## Modalità di gioco
La modalità di gioco è in prima persona, si possono trovare molte armi inoltre i movimenti sono adattati al kinect quindi sono molto facili.
- Camminare: basta mettere un piede in avanti per camminare in avanti e fare un passo indietro per indietreggiare.
- La telecamera: per girarsi bisogna ruotare le spalle.
- Interagire con gli oggetti: si deve allungare il braccio e tenere la mano (quella solita per il kinect) che uscirà sull'oggetto da prendere
- Combattimento: il giocatore si deve mettere in una posizione simile a quella del pugilato e dare pugni o calci. Inoltre, sono presenti diversi tipi di armi.
- Schivare o Interagire con il luogo: in alcuni momenti dovrete interagire con il luogo quindi aprire porte, nuotare, schivare e molti altri movimenti

## Personaggi
Josh
Il protagonista del gioco, in vacanza in Romania con sua moglie, Kate. Ha un problema con l'alcool che sta minacciando il suo matrimonio. Dopo il deragliamento inizia la ricerca di sua moglie, che è stata rapita da Ernst su ordine di Viktor, uno scienziato pazzo squilibrato. Lui è il personaggio che il giocatore controlla per tutto il gioco, in una forma o nell'altra.
Kate
La moglie di Josh, che era in vacanza con lui in Romania in un tentativo di ricucire la crisi matrimoniale. Lei si arrabbia quando trova Josh con una fiaschetta di whiskey dopo che aveva promesso di smettere di bere. Lei viene rapita poco dopo, prima che il treno deraglia. La maggior parte del gioco è dedicato alla ricerca di lei.
Viktor
Uno scienziato pazzo con un interesse per gli stati di vita e morte, e il principale antagonista del gioco. Ha rapito Kate ed è responsabile della morte e le trasformazioni di quasi tutti nel palazzo in cerca del suo obiettivo finale. Egli ha grandi progetti in mente sia per Josh sia per sua moglie.
Yeli 
Una rumena chiromante, che predice il destino di Josh sul treno. Lei sopravvive inspiegabilmente al deraglimento del treno, e si dirige immediatamente per il palazzo, era un prigioniero in passato, ma è stato aiutato nella sua fuga da un detective senza nome. Yeli è la moglie di Ernst.
Ernst
Il colosso mascherato, e il servo più fidato di Viktor. È stato inviato a rapire Kate e a far deragliare il treno. Una volta era un prigioniero nel palazzo, ma a differenza di sua moglie non è riuscito a fuggire. Invece, è diventato uno dei più potenti degli esperimenti deformati di Viktor e uno dei più spaventosi. Il casco che indossa ostacola la sua visione, ma Ernst compensa la mancanza della vista, con un super udito, che gli permette di rilevare persone nell'area a partire da solo i loro movimenti. Quando appare, Josh è costretto a fuggire o a stare fermo per evitare una morte piuttosto raccapricciante. Alla fine, si deve combattere contro di lui, ma non è proprio quello che sembra.
Maria
La moglie di Viktor, e anch'essa antagonista. Come gli altri nel palazzo, Maria è stata sottoposta a gli esperimenti del marito, ed è stata trasformata e impazzita di conseguenza. Vista solo da lontano, conduce Josh attraverso il palazzo, e orchestra diverse battaglie con i boss. Tuttavia, lei non è quello che appare e i suoi piani sono peggiori di quelli di Viktor.
Sacha e Tasha 
Una coppia di ballerine russe un po'  snob sono (forse) due gemelle. Entrambe sopravvivono al disastro, solo per poi scomparire, e riapparire come le stelle zombie che fanno una sorta di balletto. Tendono a litigare tra di loro quando qualcosa va storto, come si è visto quando il giocatore schiva l'attacco doppio. Sono il primo boss, con cui si può vedere anche Mary.
Jane 
Si tratta una britannica psichiatra. Mite e tranquilla, lei è intelligente e lo utilizza a suo vantaggio, anche se lei stessa si domanda a volte se è pazza. Lei sopravvive al deragliamento del treno, per riapparire nel palazzo, per poi essere catturata e portata via da Ernst. Lei riappare come una zombie, insistendo sul suo stato di vita, anche se il suo corpo mutilato e la sua capacità inspiegabile sostengono il contrario. A differenza degli altri, le sue alterazioni sono per lo più mentale, e lei è a conoscenza di quanto è successo a lei, continuando a mettere in discussione per tutta la battaglia.
Monica
Una bionda, ingenua ragazza americana, diretti a un rave con i suoi amici, Max, Katja e Aaron. Un intossicato. Josh rivolge la sua attenzione per lei, mentre discuteva con Kate, facendola uscire e innescare gli eventi del gioco. Lei sopravvive al deragliamento del treno, solo per essere decapitata poco dopo. Lei è la prima vittima e ritorna poi come un burattino a fianco di Max. Lei alterna beffe e scuse per tutta la battaglia, insistendo sul fatto che i due sono stati controllati.
Max
Un giovane tedesco punk con la testa rasata, diretto al rave con gli altri, è il primo a urlare quando le cose iniziano ad andare male, e si immerge sprezzante del pericolo. Viene catturato con Josh, torturato e ucciso, per riapparire come una mezza marionetta con Monica avanti nel gioco. Nonostante la sua personalità, nella battaglia usa i suoi trucchi di depistaggio. A differenza di Monica, lui non prova veri sentimenti per Monica, e prevede di usare il suo contrabbando negli Stati Uniti.
Aaron 
Un uomo tedesco con capelli castani, diretto al rave con gli altri. Egli è il primo personaggio che controlla il giocatore durante un prologo. Nel tentativo di trovare una via d'uscita per sé e Katja attivano una trappola e vengono schiacciati dai muri. Non si vede molto della sua personalità. Come gli altri, è sopravvissuto al deragliamento del treno, e riappare con Sacha e Tasha al di fuori del palazzo, viene catturato davanti a tutti.
Katja 
Una ragazza francese, guidata al rave con i suoi amici, è sopravvissuta al disastro, solo per essere catturato e chiusa nelle segrete con Aaron. Lei è il primo personaggio che il giocatore vede uccidere, e invita Aaron a trovare una via d'uscita.sospetta della trappola prima che si azioni, ma nota Ernst (che in realtà è Josh) e corre verso il corridoio farà la stessa fine di Aaron. Era ben consapevole della vera natura di Max, ma non ne ha mai parlato.
Fido / Marchosias 
La sua testa viene attaccata al corpo di un cane di piccola taglia. "Fido" (come lo chiama Josh) è stato un servo di Viktor, fino a quando il suo padrone ha deciso di prendere la testa e il suo corpo e rimosse il suo cuore e chiuse lui in un capannone. Fido aveva promesso di aiutare il giocatore in cambio della libertà e il suo cuore rubato, di cui ha bisogno per animare il suo corpo reale, è gentile ma mostra alcuni atteggiamenti femminili. Riappare poi per svolgere un ruolo piuttosto sorprendente.